# German (Moralin)
German (světským jménem: Lev Gennadijevič Moralin; * 24. prosince 1956, Novo-Jazykovo) je ruský duchovní Ruské pravoslavné církve a metropolita kurský a rylský.

## Život
Narodil se 24. prosince 1956 ve vesnici Novo-Jazykovo v Arzamaském rajónu Arzamaské oblasti (dnes Nižněnovgorodská oblast).
Roku 1975 dokončil Arzamaské zdravotnické učiliště. V letech 1975–1977 sloužil v řadách Sovětské armády a poté pracoval jako zdravotník. Současně studoval na fakultě historie a filologie Gorkovské státní univerzity.
Od roku 1983 byl hypodiakonem vladimirské eparchiální správy.
Dne 19. srpna 1983 byl arcibiskupem vladimirským Serapionem (Fadějevem) rukopoložen na diákona a začal sloužit v chrámu Zesnutí přesvaté Bohorodice ve Vladimiru.
Dne 8. března 1984 byl představeným chrámu Zesnutí přesvaté Bohorodice archimandritou Alexijem (Kutěpovem) postřižen na monacha se jménem German a 10. března jej arcibiskup Serapion rukopoložil na jeromonacha. V dubnu 1984 byl ustanoven představeným chrámu Narození přesvaté Bohorodice ve vesnici Likino Vladimirské oblasti. Mezitím dokončil dálkové studium Moskevského duchovního semináře.
Dne 20. ledna 1987 byl povýšen na archimandritu a v letech 1989–1993 sloužil jako představený chrámu Pokrova přesvaté Bohorodice a chrámu svatého Nikity ve městě Jurjev-Polskij. Roku 1991 se stal blagočinným farností Jurjev-Polského a Kolčuginského okruhu.
Dne 23. února 1993 jej Svatý synod zvolil biskupem jakutským a viljujským. Dne 28. března 1993 proběhla v chrámu Zjevení Páně v Moskvě jeho biskupská chirotonie. Světiteli byli patriarcha moskevský Alexij II., metropolita krutický a kolomenský Juvenalij (Pojarkov), metropolita tulský a beljovský Serapion (Fadějev), arcibiskup solněčnogorský Sergij (Fomin), biskup istrijský Arsenij (Jepifanov), biskup podolský Viktor (Pjankov) a biskup vladimirský a suzdalský Jevlogij (Smirnov).
Roku 1995 mu byl změněn titul na biskup jakutský a lenský a 25. února 2000 byl povýšen na arcibiskupa.
Roku 2000 dokončil dálkové studium na Pravoslavném bohosloveckém institutu svatého Tichona.
Dne 17. srpna 2004 jej Svatý synod jmenoval arcibiskupem kurským a rylským.
Dne 6. října 2011 byl Svatým synodem potvrzen ve funkci představeného monastýru Ikony Matky Boží Znamení v Kursku a Korennoje pustyně v obci Svoboda Zolotuchinského rajónu.
Dne 26. července 2012 jej Svatý synod ustanovil hlavou nově vzniklé kurské metropole.
Dne 1. srpna 2012 byl povýšen na metropolitu.
Od července 2012 do srpna 2013 byl dočasným správcem ščigrovské eparchie.
Dne 25. srpna 2020 byl jmenován dočasným předsedou Církevního soudu Ruské pravoslavné církve.